# Сямыньская операция
Сямыньская операция (известна также как Амойская операция) — операция Императорской армии Японии с целью транспортной блокады Китайской Республики и её изоляции от внешнего мира. В ходе этой операции 5-й императорский флот заблокировал остров Амой (Сянэнь) и прервал сообщение между островом и провинцией Фуцзянь. Гарнизон острова сопротивлялся в течение двух суток и сдался после того, как у китайцев закончились припасы.